# Ophiotoma
Ophiotoma is een geslacht van slangsterren uit de familie Ophiacanthidae. De wetenschappelijke naam van het geslacht werd in 1883 voorgesteld door Theodore Lyman. In de protoloog plaatste Lyman in het geslacht slechts de soort Ophiotoma coriacea, waarmee die automatisch de typesoort werd.

## Soorten
- Ophiotoma alberti (Koehler, 1896)
- Ophiotoma assimilis Koehler, 1904
- Ophiotoma charlottae Thuy, 2013 †
- Ophiotoma coriacea Lyman, 1883
  - = Ophiacantha bartletti Lyman, 1883
- Ophiotoma gracilis (Koehler, 1914)
- Ophiotoma incredibilis Thuy, 2013 †
- Ophiotoma megatreta (H.L. Clark, 1911)
- Ophiotoma paucispina (Lütken & Mortensen, 1899)
- Ophiotoma tertium (Koehler, 1922)
- Ophiotoma vadosa Thuy, 2013 †